# Theun de Vries
Theun de Vries (26. dubna 1907 Veenwouden – 21. ledna 2005 Amsterdam), vlastním jménem Uilke Theunis, byl nizozemský spisovatel a básník.

## Život a dílo
Nedostudoval gymnázium a potom pracoval jako knihovník. Později se již věnoval jen literatuře. Jeho prvním publikovaným dílem byla sbírka básní Terugkeer (Návrat) roku 1927, první román Rembrandt vyšel v roce 1931. Roku 1936 vstoupil do nizozemské komunistické strany.
V době okupace Nizozemska nacistickým Německem se zapojil do odboje a podílel se na vydávání ilegálního časopisu. Za tuto činnost byl vězněn v koncentračním táboře. Za své povídky z období okupace obdržel Národní cenu v kategorii „nejlepší antifašistické dílo“.
V komunistické straně se angažoval i po skončení války, své přesvědčení vyjádřil např. napsáním dvou poém o Stalinovi. V padesátých letech se stal předsedou Společnosti nizozemsko-sovětského přátelství, Sovětský svaz několikrát navštívil. Za svou komunistickou angažovanost byl v Nizozemsku silně kritizován. V pozdějších letech byl stále nespokojenější se sovětským systémem a s politikou nizozemských komunistů, kteří Sovětský svaz poslušně následovali, až nakonec v roce 1971 ze strany vystoupil.
Hrdiny jeho románů jsou často historické postavy ze světa umění a politiky, zabývá se lidskou svobodou, statečností a pevností charakteru. Většinu svých děl napsal v nizozemštině, některá ve fríštině. Byl velmi plodným autorem, napsal přes 130 děl. Z nizozemských spisovatelů je druhý nejpřekládanější do češtiny: do roku 2008 vyšlo celkem 12 titulů (první nejpřekládanější Johan Fabricius 19 titulů, třetí nejpřekládanější Jan de Hartog šest titulů).
Citát (z knihy Křest ohněm):
Bohatí někdy zchudnou a chudí někdy zbohatnou, ale dokud budou bohatí a chudí, je svět velká a špatná komedie, ve které jeden druhého podvádí a odstrkuje...

## Česká vydání
- Rembrandt, Jan Naňka, Praha 1938, přeložil František Heller, román z posledních let Rembrandtova života, kritizován pro historické nepřesnosti[4]
- Svoboda chodí v rudém šatě, Sfinx, Praha 1948, přeložila Marie Polívková, román o mladém černošském umělci na ostrově Guadeloupe na konci 18. století
- Bij vlky pastýři, Vyšehrad, Praha 1952, přeložil Jan Hruška, román ze starověké Babylonie
- Dívka s rudými vlasy, SNPL, Praha 1959, přeložila Olga Krijtová, znovu SNPL, Praha 1962, román o mladé komunistické odbojářce Hannie Schaftové, v roce 1981 zfilmováno[5]
- Pan mezi lidmi / Svatební píseň pro Swaantji, SNKLHU, Praha 1960, přeložila Olga Krijtová, román popisující životní osudy chudého, velmi hudebně nadaného mladíka Allarda, připojena krátká novela o jeho lásce k dívce Swaantji, část románového cyklu Fuga času
- Křest ohněm, SNPL, Praha 1964, přeložila Olga Krijtová, románová trilogie o Marxovi a Engelsovi v době revolučního roku 1848
- Anna Caspariová, Svoboda, Praha 1973, přeložila Olga Krijtová, román o hudebně nadané dívce ze zchudlé rodiny, další část cyklu Fuga času
- Vincent v Haagu, Melantrich, Praha 1975, přeložila Blanka Pešinová, román popisující život Vincenta van Gogha v letech 1881 až 1883
- Ženojed, Lidové nakladatelství, Praha 1981, přeložila Olga Krijtová, román o Guy de Maupassantovi a ruské malířce Mariji Baškircevové
- Skřeti z podsvětí, Odeon, Praha 1984, přeložila Olga Krijtová, román na motivy života Hieronyma Bosche
- Haydnova hlava, Odeon, Praha 1990, přeložila Olga Krijtová, detektivní román, odehrávající se ve Vídni roku 1820, popisuje vyšetřování krádeže lebky Josepha Haydna